# Pogotowie energetyczne
Pogotowie energetyczne – służba kontrolująca i naprawiająca infrastrukturę elektryczną. Pogotowie energetyczne zajmuje się także wykonywaniem czynności łączeniowych w sieciach: niskiego, średniego i wysokiego napięcia, mające na celu utrzymanie stałych dostaw energii elektrycznej. Pogotowie energetyczne uczestniczy także w akcjach wraz z jednostkami straży pożarnej przy pożarach infrastruktury, do której doprowadzona jest energia elektryczna. Formacja ta pełni dyżur przez 24 godziny 7 dni w tygodniu. Samochody pogotowia energetycznego nie są pojazdami uprzywilejowanymi. Pogotowiu energetyczne obsługuje ogólnopolski telefoniczny numer alarmowy 991.